# Don Winslow
Don Winslow (New York, 1953. október 31. –) amerikai író. Lelkes hokirajongó és megszállott pisztránghorgász, feleségével és fiával a kaliforniai Julianben él.

## Élete

### Tanulmányai, utazásai
Apja tengerészgyalogos volt, így hatéves korára a keleti part szinte összes államában megfordultak. Már gyerekként színpadra lépett, illetve számos rádióreklámhoz adta a hangját. Soha nem akart színész lenni, de tapasztalatainak köszönhetően az egyetemi évei alatt a Ford Alapítvány egyik színházának vezetését bízták rá. A Nebraskai Egyetemre járt Lincolnban, újságírásból és afrikai történelemből diplomázott.
Másodévesként Dél-Afrikába utazott, a Fokvárosi Egyetemen dolgozott kutatóként és újságíróként. Emellett pénzt csempészett be az Egyesült Államokból egy szervezet javára, amely iskolákat épített és rendezett be Sowetóban. Mivel a szervezetet a dél-afrikai kormány betiltotta, Winslow-t letartóztatták, majd kiutasították az országból. Egy ideig Afrikában kalandozott, majd Nairobin keresztül hazautazott Amerikába, ahol két évig még színházigazgatóként dolgozott, aztán az idahói Beyond Hope-ba költözött, egy eldugott faházba, és állatokat tartott.

### Nyomozói karrierje
Innét ismét New Yorkba vezetett az útja, mozikat igazgatott. Miután lopás miatt több vezetőt lebuktatott, kirúgták, és fél évig munkanélküli segélyen élt. Ekkor egy barátja átvette számos mozi üzemeltetését a Times Square-en, és megkérte Winslow-t, hogy segítsen felszámolni a szervezett lopást és csalást. Winslow ekkor egy detektívügynökségnél kezdett el dolgozni, és többek közt rendszeresen nyomozott New Yorkban, Londonban és Amszterdamban.
Ezt követően a Nemzetközi Tanulmányok Intézetében helyezkedett el, ahol a külügyminisztérium, több bűnüldöző szerv és a média képviselőit készítette fel, hogy mit tegyenek egy esetleges terrortámadás és emberrablás esetén.
Később újabb diplomát szerzett, ezúttal hadtörténelemből. Szakterülete: a bennszülött egységek használata ellenforradalmi hadviselésben. Még magándetektívként dolgozott, amikor a külügyi szolgálat helyett inkább egy szafarikat szervező céget választott, és öt éven keresztül utakat szervezett többek közt Kenyába. Feleségével is itt találkozott, Thomas nevű fiuk 1989-ben született.

### Írói pályája
Winslow aztán beleunt az utazásba, és szakértőként, illetve elemzőként egy biztosítási csalások és gyújtogatások nyomozására szakosodott cégnél helyezkedett el. Miután a cég tönkrement, Winslow ismét magándetektívként folytatta munkáját. Ebből született első, igazi áttörést jelentő műve az 1997-es Bobby Z halála és élete, amelyet 1999-ben követett a California Fire and Life. A Drogháború 2005-ben jelent meg, hatalmas nemzetközi sikert aratva. The Winter of Frankie Machie című regénye 2006-ban került a boltokba, a könyv alapján készülő filmet Michael Mann rendezi, a címszerepben pedig Robert De Niro lesz látható.

## Regényei
Neal Carey Mysteries
- A Cool Breeze on the Underground (1991)
- The Trail to Buddha's Mirror (1992)
- Way Down on the High Lonely (1993)
- A Long Walk Up the Water Slide (1994)
- While Drowning in the Desert (1996)

Egyéb könyvei
- Isle of Joy (1996)
- Bobby Z halála és élete (1997; magyar kiadás: 2009, Agave Könyvek ISBN 978-963-9868-51-9)
- California Fire and Life (1999)
- Drogháború (2005; magyar kiadás: 2008, Agave Könyvek ISBN 9789639868120)
- The Winter of Frankie Machine (2006)
- The Dawn Patrol (2008)
- The Gentlemen's Hour (2009)
- Barbár állatok (2010; Agave Könyvek ISBN 978-963-9868-94-6)
- About Tommy Flynn (2011)
- A gandzsa urai (2012; Agave Könyvek ISBN 978-61-5527-206-6)

## Magyarul
- Drogháború; ford. Varga Bálint; Agave Könyvek, Bp., 2008
- Bobby Z halála és élete; ford. Varga Bálint; Agave Könyvek, Bp., 2009
- Barbár állatok; ford. Varga Bálint; Agave Könyvek, Bp., 2010
  - (Vadállatok címen is)
- A gandzsa urai; ford. Varga Bálint; Agave Könyvek, Bp., 2012
- Vadállatok; ford. Varga Bálint; Agave Könyvek, Bp., 2012
  - (Barbár állatok címen is)
- A kartell; ford. Orosz Anna; Agave Könyvek, Bp., 2016
- Az egység; ford. Kovács Ágnes; HarperCollins, Bp., 2018 (A The New York Times sikerszerzője)
- A határ; ford. Lévai Márta; Vinton, Bp.,  2019 (A The New York Times sikerszerzője. Krimi)
- Lángoló város; ford. Kovács Anna; Vinton, Bp., 2022
- Álmok városa; ford. Kovács Anna; Vinton, Bp., 2023